# Brownfieldy v Brně
Brownfieldy v Brně jsou nevyužitá území, kterých je v databázi města Brno evidováno celkem 107. Rozloha těchto brownfieldů činí přibližně 292 hektarů a z pohledu relativní hodnoty jejich rozloha tvoří kolem 1 % rozlohy města. Město Brno nabízí také webovou  aplikaci k prohlížení brownfieldů spolu se základními informacemi o nich.
Definicí brownfieldu je nevyužité území, nemovitosti, pozemky, areály či objekty tedy, areál či objekt, který již přestane plnit svůj původní účel. Může být částečně využívaný či vůbec nevyužívaný. Obvykle se na něj váže ekologická zátěž, například kontaminace půdy, přítomnost chemikálií a jiné.
Brownfieldy se dělí na několik typů podle své původní funkce:
1. Průmyslový
2. Zemědělský
3. Vojenský
4. Cestovního ruchu
5. Těžebního průmyslu
6. Kulturních zařízení
7. Jiné

Revitalizace brownfieldů je mnohem dražší než výstavba nového objektu na zelené louce, odborně nazvaném greenfield. Jak již bylo zmíněno, častou překážkou bývá také právě přítomnost ekologické zátěže v dané oblasti související s průmyslovým charakterem v minulosti.
Pro dodržení hlavních podmínek pro udržitelný rozvoj města je podstatná právě revitalizace těchto území a využití jejich plného potenciálu, zejména z hlediska výhodné lokality. Uvažuje se o mixu kancelářských a bytových prostor, kterých je na trhu nedostatek. Tvoří tedy výraznou část budoucího vzhledu města Brna, jež disponuje množstvím projektů na jejich obnovu. Vypracované návrhy jsou základním kamenem jednoho z hlavních cílů strategie #brno2050. Díky tomu dostávají brownfieldy na území města druhou šanci.

## Příklady lokalit

### Vaňkovka
Jedním z velmi povedených příkladů již zrevitalizovaného brněnského brownfieldu je bývalý podnik textilního průmyslu, dnešní obchodní centrum Galerie Vaňkovka, která využívá lukrativní polohy mezi centrem města a autobusovým nádražím, a jež nabízí mnoho služeb jak obyvatelům města, tak jeho širokého okolí.

### Nová Zbrojovka
Stavba byla zahájena v roce 1917 a v roce 1918 už budova stála. Brněnská Zbrojovka byla malým podnikem, který za první světové války opravoval děla. Devadesátá léta 20. století přinesla útlum v podobě ukončení poměrně značné části výroby. Vrcholem byl rok 2003, kdy Zbrojovka zkrachovala a dostala se do insolvence. Poslední zaměstnanci opustili areál v roce 2006, což symbolizovalo úplné zastavení zbrojní výroby. Kupcem a vlastníkem Zbrojovky se stal developer CPI Property Group. Záměrem nových majitelů je vybudovat moderní čtvrť, která obyvatelům města i jeho okolí po dokončení v roce 2032 nabídne až 2 500 bytů, dvě stě tisíc čtverečných metrů kancelářských prostor a sto tisíc metrů čtverečných komerčních ploch.

### Jižní čtvrť
Od roku 2022 nejvýraznějším připravovaným projektem je takzvaná Jižní čtvrť, také Nová čtvrt Trnitá, jež spojuje hned několik brownfieldů a která se nachází jižně od centra města. Návrh nové moderní čtvrti úzce navazuje na projekt budoucího nového hlavního nádraží jihomoravské metropole. Podle územní studie bloky budov o ploše necelého čtverečného půlkilometru nabídnou bydlení pro 7 700 až 12 600 obyvatel a prostory pro 10 až 20 tisíc pracujících. Varianta maximálního využití nové čtvrti tedy počítá s poskytnutím práce a bydlení až pro 33 tisíc lidí s minimálním podílem rezidenční podlahové plochy 30 % ve smíšených blocích.